# 池田喜以
池田 喜以（いけだ よしもち）は、江戸時代中期の旗本。官位は従五位下伊勢守。

## 略歴
正徳2年（1712年）、池田政森の子として誕生。初名は政方、政耀。
享保4年（1719年）3月27日、遺領を継ぐ。宝暦7年（1757年）3月21日、大番頭となり、同年7月1日、従五位下伊勢守に叙任された。安永元年（1772年）4月10日、家督を養子の喜生に譲って致仕した。
天明6年9月10日（1786年10月1日）、死去。享年75。墓所は兵庫県神河町福本の徹心寺。

## 系譜
- 父：池田政森（1682-1719）
- 母：不詳
- 室：不詳
  - 長男：池田政韶（1734-1758）
  - 男子：池田政貞（1748-1817） - 池田政勝の養子
  - 女子：池田庸熈室、後に池田喜生室
- 養子
  - 男子：池田庸熈（1743-1764） - 池田仲央の五男
  - 男子：池田喜生（1745-1813） - 奥平昌敦の次男